# وفائي
وفائي أو وفايي وإسمه الكامل عبد الرحيم بن ملا غفور بن نصرالله هو شاعر كردي من إيران ولد في سنة 1844 في مدينة مهاباد في إيران تلقى التعليم الديني هناك وأصبح شيخ وقد عاش متنقلاً بين السليمانية ومكة والعراق وسوريا تأثر بشعره الشاعر الكردي بيراميرد، معظم أشعاره كانت عن التصوف والغزل والطبيعة كما كان له أشعار أيضاً باللغة الفارسية، توفي في سنة 1902 في الأهواز.
ومن اشهر قصائده التي غنّاها المرحوم محمد ماملى المهابادي هي: شيرين تشي دريسي أي كانت الحلوة تغزل.